# NGC 3567
NGC 3567 este o galaxie situată în constelația Leul. A fost descoperită în 13 aprilie 1784 de către William Herschel.